# Aus der Tiefen rufe ich, Herr, zu dir, BWV 131
Aus der Tiefen rufe ich, Herr, zu dir, BWV 131 (Des de l'abisme us crido, Senyor), és una cantata religiosa de Johann Sebastian Bach sense destinació concreta, estrenada a Mühlhausen, probablement l'estiu de 1707.

## Origen i context
Molt probablement fou escrita com a acte penitencial després de l'incendi que patí Mühlhausen el 30 de maig de 1707. Fou la primera obra composta per Bach en aquesta ciutat, en la que ocupà el càrrec d'organista de l'església de Sant Blai durant nou mesos. El text és el del Salm 130, De Profundis clamavi (Des de l'abisme us crido Senyor) que dona nom a la cantata i dues estrofes del coral Herr Jesu Christ, du höchstes Gut de Bartholomäus Ringwaldt (1588), la segona i la cinquena en els número dos i quatre, respectivament. Tot sembla indicar que aquesta obra és la primera cantata conservada composta per Bach. La partitura autògrafa en què Bach es presenta com a Org. Molhusino indica que fou escrita a iniciativa de Georg Christian Eilmar, el pastor de l'església principal de la ciutat, Marienkirche, i representant de l'ortodòxia luterana davant del corrent pietista que defensaven altres clergues de la ciutat. Es conserven altres quatre cantates compostes durant la curta d'estada de Bach a Mühlhausen, les BWV 4, BWV 71, BWV 106 i BWV 196.

## Anàlisi
Obra escrita per a soprano, contralt, tenor, baix i cor; oboè, fagot, violí, dues violes i baix continu. Consta de cinc números, amb una distribució simètrica, alternant tres cors, dels números extrems i el central, i dos ariosos amb coral.
1. Simfonia i cor: Aus der Tiefen rufe ich, Herr, zu dir (Des de l'abisme us crido, Senyor)
2. Arioso (baix) i coral (soprano): So du willst, Herr, Sünde zurechnen, Herr, wer wird bestehen ? (Si teníeu en compte les culpes, Senyor, qui es podria sostenir?)
3. Cor: Ich harre des Herrn, meine Seele harret (Teniu pietat de mi, carregat amb aquest pes)
4. Ària (tenor) i coral (contralt): Meine Seele wartet auf den Herrn  (La meva ànima espera en el Senyor)
5. Cor: Israel hoffe auf den Herrn (Israel, confia en el Senyor)

No es pot parlar d'àries i recitatius en un sentit estricte, ja que l'obra es troba en un estat d'evolució des del motet antic i el concert espiritual cap a la cantata moderna; és possible que els cinc números s'interpretessin de manera seguida formant una obra indivisible, fet que explicaria l'absència de recitatius. El número inicial arrenca amb un preludi instrumental al que s'afegeix el cor implorant el cant penitencial De profundis i després, amb un canvi de tempo a vivace un fuga sobre el segon versicle del salm. En el duo del número 2, el baix amb un acompanyament suplicant de l'oboè entona els versicles 3 i 4 del salm en forma d'ària, i per sobre el soprano canta la segona estrofa de la melodia del coral. El cor central, número 3, té una estructura que recorda la ben coneguda forma del preludi i fuga per a orgue; comença amb un adagio breu i, a continuació el cor exposa la fuga de baix a dalt amb l'acompanyament del violí i l'oboè, fent un contrapunt que acompanya el tema central i les respostes en les diferent tonalitats. En el segon duet, número 4, és el tenor qui canta el sisè vers del salm i els contralts el coral. El cor final, presenta dues grans seccions a manera de preludi i fuga; el preludi consta de textos concatenats d'acord amb la tècnica pròpia del motet, condueix a la fuga, estructurada sobre el final del salm, cantada per les veus en solitari, amb l'acompanyament inicial del continu i la posterior incorporació dels altres instruments, fins a arribar a l'apoteosi final. D'aquesta fuga se'n un coneix una versió per a orgue, la BWV 131a, escrita per un alumne de Bach. L'obra té una durada aproximada d'uns vint-i-cinc minuts.

## Discografia seleccionada
- J.S. Bach: Das Kantatenwerk. Sacred Cantatas Vol. 7. Nikolaus Harnoncourt, Tölzer Knabenchor (Gerhard Scdmidt-Gaden, director), Concentus Musicus Wien, Alan Bergius (solista del cor), Paul Esswood, Kurt Equiluz, Robert Holl. (Teldec), 1994.
- J.S. Bach: The complete live recordings from the Bach Cantata Pilgrimage. CD 31: Blasiuskirche, Mühlhausen; 23 de juliol de 2000. John Eliot Gardiner, Monteverdi Choir, English Baroque Soloists, Joanne Lunn, William Towers, Kobie van Rensburg, Peter Harvey. (Soli Deo Gloria), 2013.
- J.S. Bach: Complete Cantatas Vol. 1. Ton Koopman, Amsterdam Baroque Orchestra & Choir, Barbara Schlick, Kai Wessel, Guy de Mey, Klaus Mertens. (Challenge Classics), 2004.
- J.S. Bach: Cantatas Vol. 2. Masaaki Suzuki, Bach Collegium Japan, Midori Suzuki, Yoshikzu Mera, Gerd Türk, Peter Kooij. (BIS), 1996.
- J.S. Bach: Church Cantatas Vol. 41. Helmuth Rilling, Gächinger Kantorei, Bach-Collegium Stuttgart, Adalbert Kraus, Wolfgang Schöne. (Hänssler), 1999.
- J.S. Bach: Cantatas BWV 38, 73, 93, 105, 107 & 131. Philippe Herreweghe, Collegium Vocale Gent, Howard Crook, Pete Kooij. (Virgin Records), 1999.
- J.S. Bach: Cantatas BWV 106, 131, 99, 56, 82 & 158. Joshua Rifkin, The Bach Ensemble, Ann Monoyios, Steven Rickards, Edmund Brownless, Jan Opalach (Decca Records), 1998.